# GCW Bloodsport
Bloodsport es un evento periódico de lucha profesional organizado por la promoción estadounidense Game Changer Wrestling (GCW). Este evento consiste en un conjunto de reglas único, en comparación con un evento tradicional de lucha libre profesional, en el que cada combate debe terminar en un nocaut o una sumisión. También el ring de lucha tradicional es reemplazado por un ring de lona sin cuerdas ni tensores.
Este evento presenta combates trabajados presentados en un estilo MMA que imita los primeros días de las artes marciales mixtas y la lucha libre profesional. Es común que los competidores de deportes de sangre tengan algún conocimiento en otros deportes de combate y/o MMA, así como en la lucha profesional, ya que estos combates individuales a menudo parecen rígidos y tienen una sensación de peleas estilo semi-shoot.

## Fechas y lugares
| Evento                    | Fecha              | Lugar                     | Evento principal               |
| ------------------------- | ------------------ | ------------------------- | ------------------------------ |
| Matt Riddle's Bloodsport  | 5 de abril de 2018 | Kenner, Luisiana          | Matt Riddle vs. Minoru Suzuki  |
| Josh Barnett's Bloodsport | 4 de abril de 2019 | Jersey City, Nueva Jersey | Josh Barnett vs. Minoru Suzuki |

## Resultados

### Matt Riddle's Bloodsport
Matt Riddle's Bloodsport tuvo lugar el 5 de abril de 2018 desde Kenner, Luisiana.
- Dominic Garrini derrotó a KTB.
  - Garrini forzó a KTB a rendirse con un «Triangle Choke»
- Eddie Kingston (con Matt Riddle) derrotó a Tracy Williams (con Wheeler YUTA).
  - Kingston cubrió a Wiliams después de un «Backfist to the Future»
- Masada derrotó a Martin Stone por KO.
  - Kingston ganó la lucha tras la cuenta de 10.
- WALTER derrotó a Tom Lawlor.
  - WALTER forzó a Lawlor a rendirse con un «Chickenwing».
- Dan Severn derrotó a Chris Dickinson.
  - Severn forzó a Dickinson a rendirse con un «Rear Naked Choke».
  - Después de la lucha, Dickinson atacó a Severn, pero fue rescatado por Jaka y Riddle.
- Nick Gage derrotó a Timothy Thatcher por KO.
  - Gage ganó la lucha tras la cuenta de 10.
- Minoru Suzuki derrotó a Matt Riddle.
  - Suzuki forzó a Riddle a rendirse.
  - Originalmente Low Ki iba a ser su rival de Riddle, pero fue reemplazado por Suzuki debido a una lesión.

### Josh Barnett's Bloodsport
Josh Barnett's Bloodsport tuvo lugar el 4 de abril de 2019 desde Jersey City, Nueva Jersey.
- Dominic Garrini derrotó a Phil Baroni.
  - Garrini ganó la lucha, luego de que Baroni golpeara al árbitro.
- JR Kratos derrotó a Simon Grimm.
  - Kratos cubrió a Grimm después de un «Powerbomb».
- Davey Boy Smith Jr. derrotó a Killer Kross.
  - Smith forzó a Kross a rendirse con un «Crossface».
- Masashi Takeda derrotó a Jonathan Gresham por KO.
  - Takeda ganó la lucha tras la cuenta de 10.
- Chris Dickinson derrotó a Andy Williams.
  - Dickinson forzó a Williams a rendirse con un «Sleeper Hold».
- Frank Mir derrotó a Dan Severn.
  - Mir forzó a Severn a rendirse con un «Kneebar».
- Hideki Suzuki derrotó a Timothy Thatcher
  - Suzuki ganó la lucha tras la cuenta de 10, después de aplicarle un «Butterfly Suplex».
- Josh Barnett y Minoru Suzuki terminó sin resultado.6
  - La lucha terminó en empate cuando superó el tiempo de límite de los 20 minutos reglamentarios.
  - Después de terminado el tiempo, la lucha se reinicio en 5 minutos más, pero también terminaron sin resultado.

### Josh Barnett's Bloodsport II
Josh Barnett's Bloodsport tuvo lugar el 4 de abril de 2019 desde Atlantic City, Nueva Jersey.
Competidores anunciados: Josh Barnett, Jon Moxley, Killer Kross , Allysin Kay, Tom Lawlor, Ikuhisa "Minowaman" Minowa, Zachary Wentz, JR Kratos, Matt "Weapon X" Makowski, Anthony Henry, Chris Dickinson, Davey Boy Smith Jr., Santino Marella.